# Polo del gusto di Amatrice
Polo del gusto di Amatrice è uno spazio polifunzionale aperto disegnato dall'architetto italiano Stefano Boeri localizzato a Amatrice. Esso si compone di vari edifici e di una piazzetta. 
Inaugurato a luglio 2017, esso è costituito da varie strutture adibite come ristoranti e aree gastronomiche. La realizzazione è avvenuta da parte dell'associazione della filiera del legno friulana con i soldi raccolti dal Corriere della Sera e TgLa7 con l'iniziativa “Un aiuto subito. Terremoto Centro Italia 6.0, in conseguenza del terremoto avvenuto nella stessa zona nel 2016. Il costo dell'opera è di circa 5 milioni di euro. Tutti gli edifici sono realizzati in legno per ovviare alle normative antisismiche.